# Ota Filip
Ota Filip (ur. 9 marca 1930 w Ostrawie, zm. 2 marca 2018 w Garmisch-Partenkirchen) – czeski pisarz, tworzący również w języku niemieckim.

## Życiorys
Jeden z najbardziej znanych przedstawicieli czeskiej literatury emigracyjnej. W roku 1974 został zmuszony przez czeskie władze komunistyczne do wyjazdu do Niemiec. Przez wiele lat mieszkał w Monachium; pracował jako dziennikarz, był lektorem w wydawnictwie Fischer Verlag. Był członkiem Bawarskiej Akademii Nauk i Sztuk. Mieszkał w podalpejskiej miejscowości Murnau am Staffelsee.

## Twórczość
- Cesta ke hřbitovu, Ostrawa 1968
- Blázen ve městě, Konfrontace, Zurych 1975; Profil, Ostrawa 1991
- Nanebevstoupení Lojzka Lapáčka ze Slezské Ostravy, podziemnie wydawnictwo Petlice, nr 28, Praga 1974; Český spisovatel, Praga 1994; polskie wydanie: Wniebowstąpienie Lojzka Lapaczka ze Śląskiej Ostrawy, Świat Książki, Warszawa 2005
- Poskvrněné početí, Sixty-Eight Publishers, Toronto 1976; 1990
- Valdštýn a Lukrecie, Sixty-Eight Publishers, Toronto 1979
- Kavárna Slavia, Český spisovatel, Praga 1993
- Sedmý životopis, Host, Brno 2000; polskie wydanie: Siódmy życiorys, Wydawnictwo Czarne, Wołowiec 2022 (przekład: Jan Stachowski)[2]
- Sousedé a ti ostatní, Host, Brno 2003; polskie wydanie: Sąsiedzi i ci inni, Oficyna Wydawnicza ATUT, Wrocław 2008
- 77 obrazů z ruského domu - Román o velké, ztroskotané lásce a vzniku abstrakního umění, Barrister & Principal, Brno 2004
- Osmý čili nedokončený životopis, Host, Brno 2007

## Nagrody
- 1991 Nagroda im. Andreasa Gryphiusa